# Carlo Zaccagnini
Carlo Zaccagnini ist ein italienischer Jurist und Altorientalist und emeritierter Professor der Universität Neapel L’Orientale.
Zaccagnini studierte bis 1966 Rechtswissenschaft in Rom, nach der laurea in diesem Fach anschließend Literaturwissenschaften ebenda (laurea 1970), um sich anschließend auf Orientalistik zu spezialisieren. Nach dem Abschluss 1973 erhielt er einen Lehrauftrag für semitische Philologie in Venedig, bevor er im Folgejahr auf eine Professur für die antike Geschichte des östlichen Mittelmeerraums in Bologna berufen wurde. Dort blieb er bis 1994, um dann eine ordentliche Professur in Neapel zu übernehmen.
Zaccagninis Forschungsschwerpunkt ist der Handel und Warenverkehr im Vorderen Orient.

## Werke (Auswahl)
- als Herausgeber: Mercanti e politica nel mondo antico, Rom 2003, ISBN 8882652459
- The rural landscape of the land of Arrapḫe, Rom 1979.
- Lo scambio dei doni nel Vicino Oriente durante i secoli XV – XIII, Rom 1973.